# Солідарні 2010
«Солідарні 2010» — фільм знятий кінодокументалісткою Евою Станкевич спільно з публіцистом Яном Поспєшальським після авіакатастрофи польського літака Ту-154 під Смоленськом. Документ є записом розмов між людьми згуртованими під час національної жалоби після катастрофи на Краківському передмісті у Варшаві, а також під час поховальних урочистостей президентської пари у Кракові.
Серед тих хто висловлювався анонімно були актори, що співпрацюють з TVP: Маріуш Бульський, Катажина Ланєвська i Галіна Ровіцька, а також Вальдемар Бонковський — колишній райця Сеймику Поморського воєводства, член ПіС.
Фільм вийшов в ефір TVP1 26 квітня 2010 о 20:27, дивилися 1,6 млн глядачів. Частка TVP1 під час його показу становила 10,28 % в групі 4+ та 7,15 % в групі комерційній 16–49. Показ фільму не був запланований завчасно і він не потрапив до тижневих телевізійних програм. Згодом кінофільм можна було отримати разом зі щоденною газетою «Rzeczpospolita» (від 25 травня 2010, наклад 180 тис. екз.). 30 травня 2010 фільм демонструвався в Брюсселі, його показ був організований Громадянським комітетом «Солідарні 2010».

## Контроверсійність
Картина викликала велику кількість контроверз, серед іншого їй закидали брак об'єктивності: селекційну підбірку відповідей, підтакування співрозмовникам, участь акторів і політичних діячів як анонімних співрозмовників. Деякі критики навпаки вказували на його переваги. На захист стрічки виступив зокрема режисер Артур Жмієвський; на його думку, до козирів фільму слід зарахувати: не приховування творцями фільму власних поглядів, надання можливості для висловлювання пересічним людям з вулиці, зазвичай злегковажених медіями, водночас пошук світської мови для висловлення жалоби.
Рада етики медій з'ясувала, що Ян Поспєшальський у своїх висловлюваннях стосовно людей, які приходили в дні жалоби під Президентський палац, також використаних у фільмі, порушив передбачені Етичні карті медій засади об'єктивності, а також шанобливого ставлення і толерантності. Окрему думку висловили двоє членів Ради: Томаш Бєщад і Тереса Бохвич. Критику на адресу фільму висловила також Комісія з етики TVP. Ян Поспєшальський відкинув висновки Ради етики медій.

## Продовження
У травні 2010 розпочато працю над створенням документального фільму під робочою назвою «Солідарні 2010 — частина друга». Під час пресконференції 17 березня 2011 Ева Станкєвич і Ян Поспєшальський презентували документальну стрічку «Хрест», що стала продовженням фільму «Солідарні 2010». Стрічка була оприлюднена 20 тис. накладом на DVD дисках. Поширюється разом з книгою під назвою «Хрест», що містить інтерв'ю з творцями обох фільмів.

## Об'єднання «Солідарні 2010»
У 2010 році виникло об'єднання «Солідарні 2010» з центром у Вроцлаві, що запозичило свою назву від фільму. Офіційно зареєстроване 31 січня 2011; його очолила Ева Станкєвич.